# Seznam nizozemskih zgodovinarjev
Seznam nizozemskih zgodovinarjev.

## A
- Lieuwe van Aitzema
- Theodorus Janssonius van Almeloveen
- Samuel Ampzing
- Frank Ankersmit

## B
- Mathias Balen
- Caspar Barlaeus
- Adrianus Barlandus
- Wiebe Bijker
- Willem Bilderdijk
- Wim Blockmans
- Petrus Johannes Blok
- Lucas Bolsius
- Christoph Brouwer

## C
- Pieter de la Court

## D
- Olfert Dapper
- Eduard Jan Dijksterhuis
- Johannes Gerard van Dillen
- Janus Dousa

## E
- Ubbo Emmius

## G
- Pieter Geyl
- Hugo Grotius

## H
- Tiberius Hemsterhuis
- Philip Willem van Heusde
- Pieter Corneliszoon Hooft
- Johan Huizinga

## J
- Willem Jozef Andreas Jonckbloet
- Loe de Jong

## K
- Roel Kuiper

## L
- Jona Lendering
- Jan Huyghen van Linschoten
- Hendrik Willem van Loon

## M
- Geert Mak

## O
- Heiko Oberman

## Q
- Gilles Quispel

## R
- Adrian Reland
- Jan Romein

## S
- Petrus Scriverius
- Egidius Slanghen
- Koenraad Wolter Swart

## T
- Petrus Thaborita

## W
- Johan Carel Marinus Warnsinck
- Henk Wesseling
- Herman Wirth